# Hoplodictya australis
Hoplodictya australis is een vliegensoort uit de familie van de slakkendoders (Sciomyzidae). De wetenschappelijke naam van de soort is voor het eerst geldig gepubliceerd in 1972 door Fisher and Orth.